# Battlefield (album)
Battlefield è il secondo album in studio della cantante statunitense Jordin Sparks, pubblicato per il 17 luglio 2009.

## Tracce
1. Walking on Snow (Lucas Secon, Jeremy Shaw, Frankie Storm, Olivia Waithe) — 3:29
2. Battlefield (Wayne Wilkins, Louis Biancaniello, Sam Watters, Ryan Tedder) — 4:01
3. Don't Let It Go to Your Head (Josh Alexander, F. Dobson, Harvey Mason Jr, Billy Steinberg)  — 4:10 (cover di Fefe Dobson)
4. S.O.S. (Let the Music Play) (Chris Barbosa, Ed Chisolm, Mich Hansen, Keely Hawkes, David Kopatz, Lasse Kramhøft) — 3:34 (contiene un sample di Let the Music Play di Shannon)
5. It Takes More (Andrea Martin, Carsten Mortensen, L. Secon) — 3:35
6. Watch You Go (Joshua Coleman, Lukasz "Dr. Luke" Gottwald, Benjamin Levin, Faheem "T-Pain" Najm) — 3:52
7. No Parade (Scott Cutler, Anne Preven, Dapo Torimiro) — 3:31
8. Let It Rain (Toby Gad, Lindy Robbins) — 3:45
9. Emergency (911) (T. Gad, L. Robbins, Jordin Sparks) — 3:47
10. Was I the Only One (Christa Black, Sam Mizell, Shane Stevens, J. Sparks) — 3:21
11. Faith (T. Gad, L. Robbins, J. Sparks) — 3:22
12. The Cure (Claude Kelly, Carlos McKinney, J. Sparks) — 4:17